# Guzargues
Guzargues – miejscowość i gmina we Francji, w regionie Oksytania, w departamencie Hérault.
Według danych na rok 1990 gminę zamieszkiwało 178 osób, a gęstość zaludnienia wynosiła 15 osób/km² (wśród 1545 gmin Langwedocji-Roussillon Guzargues plasuje się na 730. miejscu pod względem liczby ludności, natomiast pod względem powierzchni na miejscu 656.).